# Saturnia
Saturnia è una frazione del comune italiano di Manciano, nella provincia di Grosseto, in Toscana, famosa per le terme omonime.

## Geografia fisica
Saturnia sorge su un pianoro di travertino a 294 metri d'altitudine, sulla sinistra del fiume Albegna, nell'entroterra collinare della Maremma grossetana. Dista circa 56 chilometri da Grosseto e 14 chilometri dal capoluogo comunale.

## Storia
Frequentazioni del territorio di Saturnia sono documentate fino all'età del Bronzo, con la successiva nascita e sviluppo di insediamenti etruschi, come testimoniato dai resti di varie necropoli risalenti all'VIII secolo a.C..
Secondo Dionigi di Alicarnasso la città fu fondata dai Pelasgi. Durante il periodo romano, il borgo seguì le sorti di Vulci, fino a che nella metà del III secolo a.C., dopo la conquista del territorio vulcese da parte di Roma nel 280 a.C., Saturnia fu elevata a sede amministrativa e prefettura, e poi a colonia nel 183 a.C.. Invasa dai Goti nel 411 e poi dai Longobardi nel 570, per la città iniziò nel VI secolo un lungo periodo di decadenza.
Citata in un privilegio di Clemente III nel 1188, vi è attestato un castello, una chiesa plebana e le terme già frequentate. Governata dai conti Aldobrandeschi – per un breve periodo concessa ai conti di Tintinnano – venne poi contesa da Orvieto e da Siena, finché nel 1299 la città finì distrutta dai senesi durante un attacco contro Margherita Aldobrandeschi. Nel corso del XIV secolo ne presero possesso gli orvietani, poi i Baschi di Montemerano e infine gli Orsini di Pitigliano. Nel 1410 Saturnia fu definitivamente conquistata da Siena, rimanendo assoggettata alla città del palio fino al 1593, quando i Medici la infeudarono al marchese Ximenes d'Aragona. Il borgo rimase a lungo in abbandono e scarsamente popolato durante i secoli XVII e XVIII, finché alla fine del XIX non si ebbe un lento miglioramento. Oggi Saturnia è una rinomata località della Maremma che vede nel turismo termale e archeologico la sua principale risorsa.

## Monumenti e luoghi d'interesse

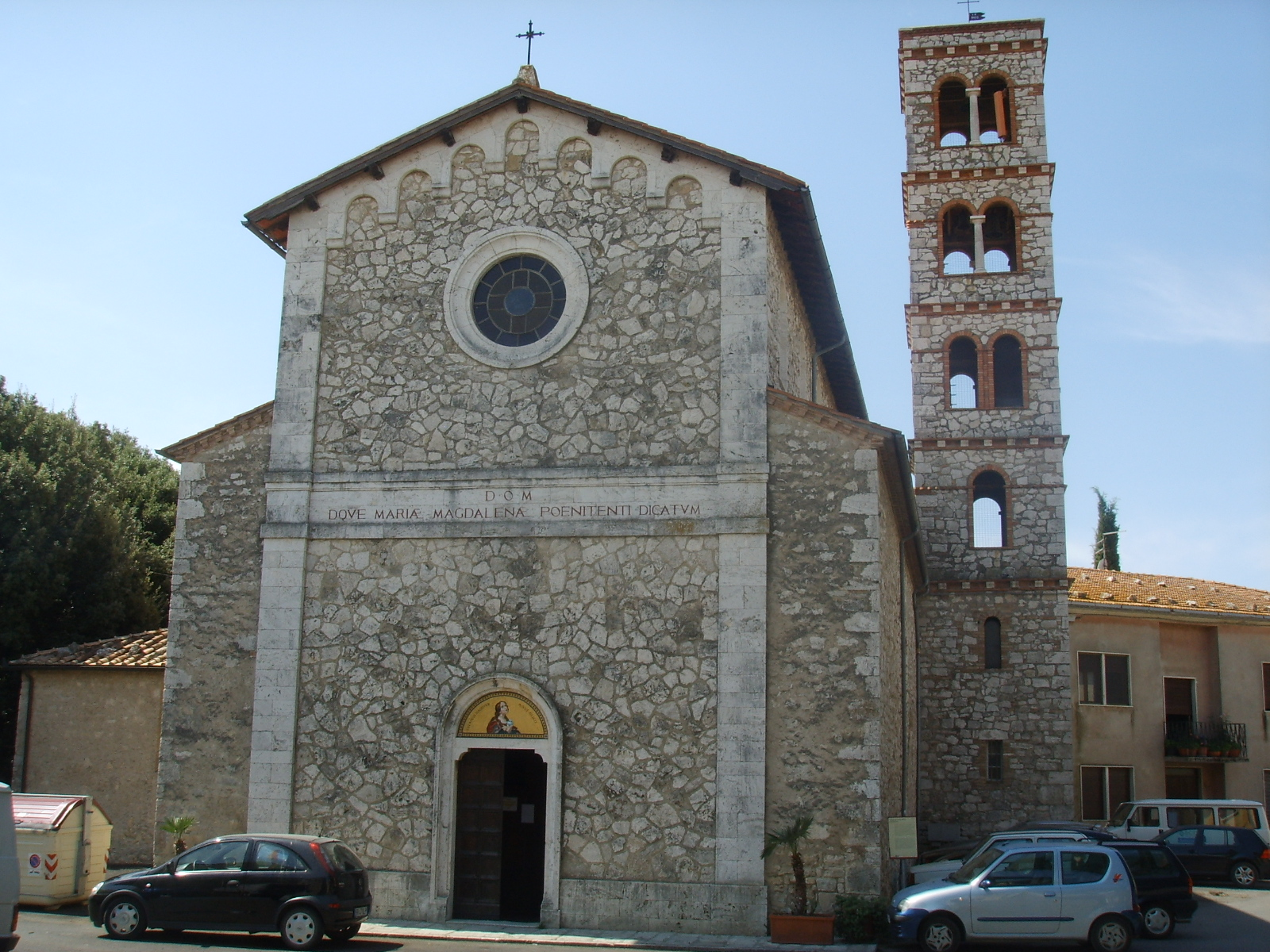
La chiesa, nel centro del paese

- Chiesa di Santa Maria Maddalena, chiesa parrocchiale della frazione, è citata nel privilegio di papa Clemente III del 1188, ma si presenta oggi trasformata dopo alcune radicali ristrutturazioni nel 1933. All'interno sono conservati una tavola della Madonna col Bambino tra i santi Sebastiano e Maria Maddalena di Benvenuto di Giovanni, risalente agli anni tra il 1475 e il 1485 e inserita in una residenza processionale del XIX secolo; due croci lignee del XVIII secolo; un tabernacolo ligneo su cui sono raffigurate santa Chiara e santa Elisabetta d'Ungheria; due angeli reggicandelabro in legno intagliato e dipinto del XVII secolo.
- Rocca aldobrandesca: costruita alla fine del XII secolo dai conti Aldobrandeschi e rifatta dai senesi nel corso del XV secolo, è stata radicalmente trasformata nel 1924, quando fu edificato il Castello Ciacci, fatto costruire dall'omonima famiglia in stile neo-medievale, con la torre merlata che richiama l'originario stile medievale del rimanente complesso.
- Mura di Saturnia: una prima cinta muraria fu costruita dai Romani nel corso del II secolo a.C., su preesistenti strutture difensive etrusche. Gli Aldobrandeschi ristrutturarono ed ampliarono la primitiva cerchia agli inizi del XIII secolo, contemporaneamente alla costruzione della rocca. Le mura furono ricostruite e riqualificate dalla Repubblica di Siena verso la metà del XV secolo, mentre nei secoli successivi altre modifiche hanno determinato la scomparsa di tre delle quattro antiche porte: l'unica porta rimasta è la meridionale Porta Romana, con rivestimento in pietra ed apertura ad arco a tutto sesto, proprio nel punto di passaggio dell'antica Via Clodia; si può tuttavia ammirare ciò che resta di due delle altre porte, la Porta Fiorentina e la Porta di Fonte Buia.
- Bagno Secco, resti di una struttura quadrangolare, cisterna di epoca romana per la raccolta delle acque.
- Fonte Buia, caratteristica fonte posta poco fuori dal paese, risalente al XVI secolo.

## Società

### Evoluzione demografica
Quella che segue è l'evoluzione demografica della frazione di Saturnia. Sono indicati gli abitanti dell'intera frazione e dove è possibile la cifra riferita al solo capoluogo di frazione. Dal 1991 sono contati da Istat solamente gli abitanti del centro abitato, non della frazione.
| Anno | Abitanti | Abitanti       |
| Anno | Frazione | Centro abitato |
| ---- | -------- | -------------- |
| 1640 | 245      | -              |
| 1745 | 89       | -              |
| 1833 | 173      | -              |
| 1845 | 171      | -              |
| 1921 | 599      | -              |
| 1931 | 665      | -              |
| 1961 | 735      | 466            |
| 1981 | 571      | 372            |
| 2001 | -        | 280            |
| 2011 | -        | 292            |

## Cultura
Nella frazione è situato, presso la scuola di via Italia, il museo archeologico di Saturnia che ospita i reperti archeologici di età etrusca e romana facenti parte della collezione Ciacci. Il museo è inserito nella rete museale provinciale Musei di Maremma.
Presso la frazione si trova anche un punto biblioteca, collocato nell'edificio dei vecchi lavatoi pubblici del 1913. La piccola biblioteca di Saturnia dispone di un patrimonio librario di circa 2 500 volumi.

## Economia

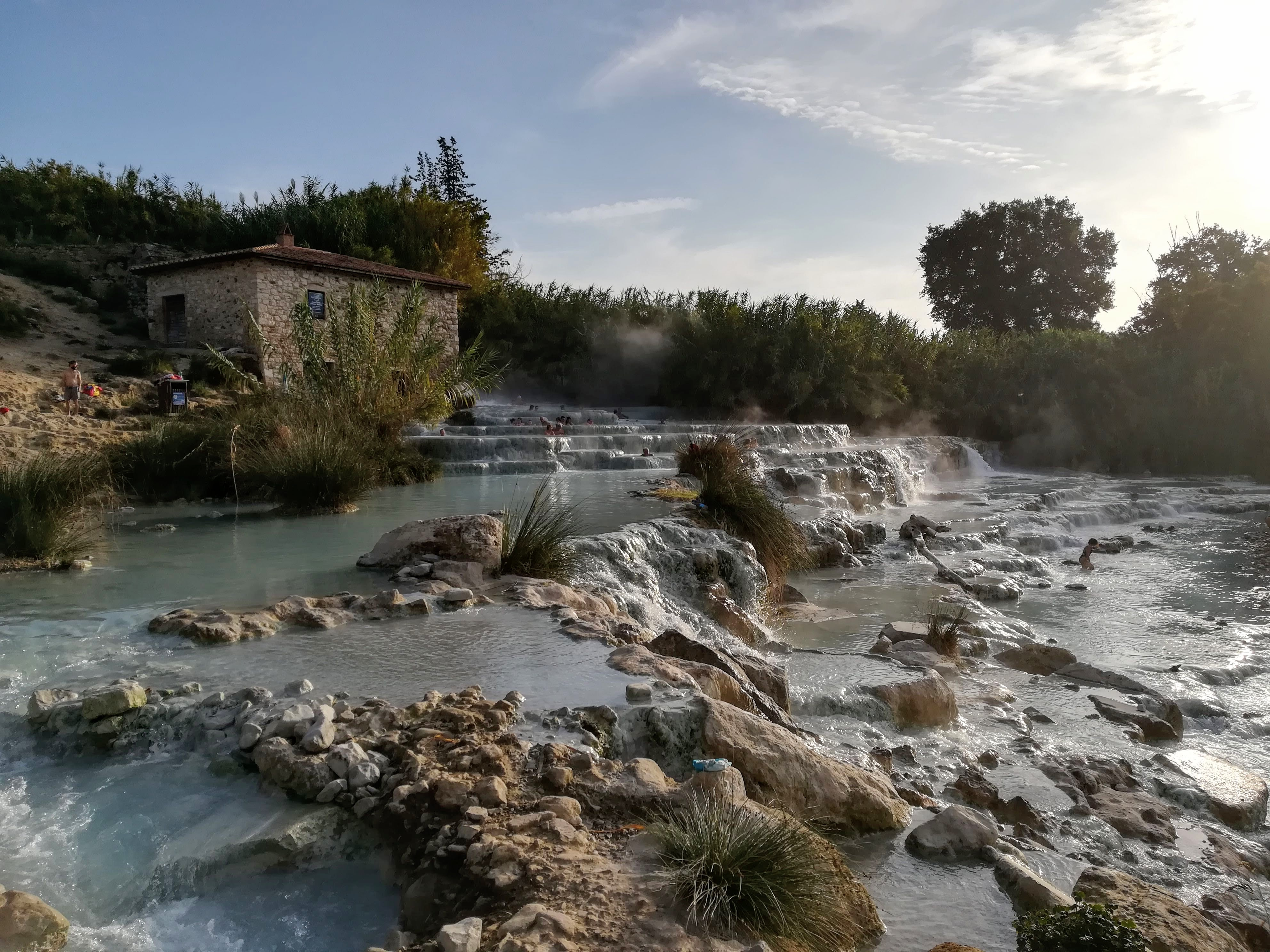
Cascate del Mulino

La risorsa principale di Saturnia è sicuramente il turismo termale: qui sono infatti situate la famose terme di Saturnia, già conosciute nell'antichità, e oggi importanti mete turistiche a livello nazionale. Le acque sulfuree di Saturnia sgorgano ad una temperatura di 37,5 °C e hanno rinomate proprietà terapeutiche. Le principali cascate termali sono le Cascate del Mulino, situate presso un vecchio mulino.

## Infrastrutture e trasporti
Il centro abitato di Saturnia e le terme sono collegate alle altre località della provincia di Grosseto dalla strada provinciale 10 Follonata, che unisce il paese di Montemerano con quello di Triana, attraversando anche i centri di Poggio Capanne, Catabbio, Semproniano e Petricci.

## Galleria d'immagini

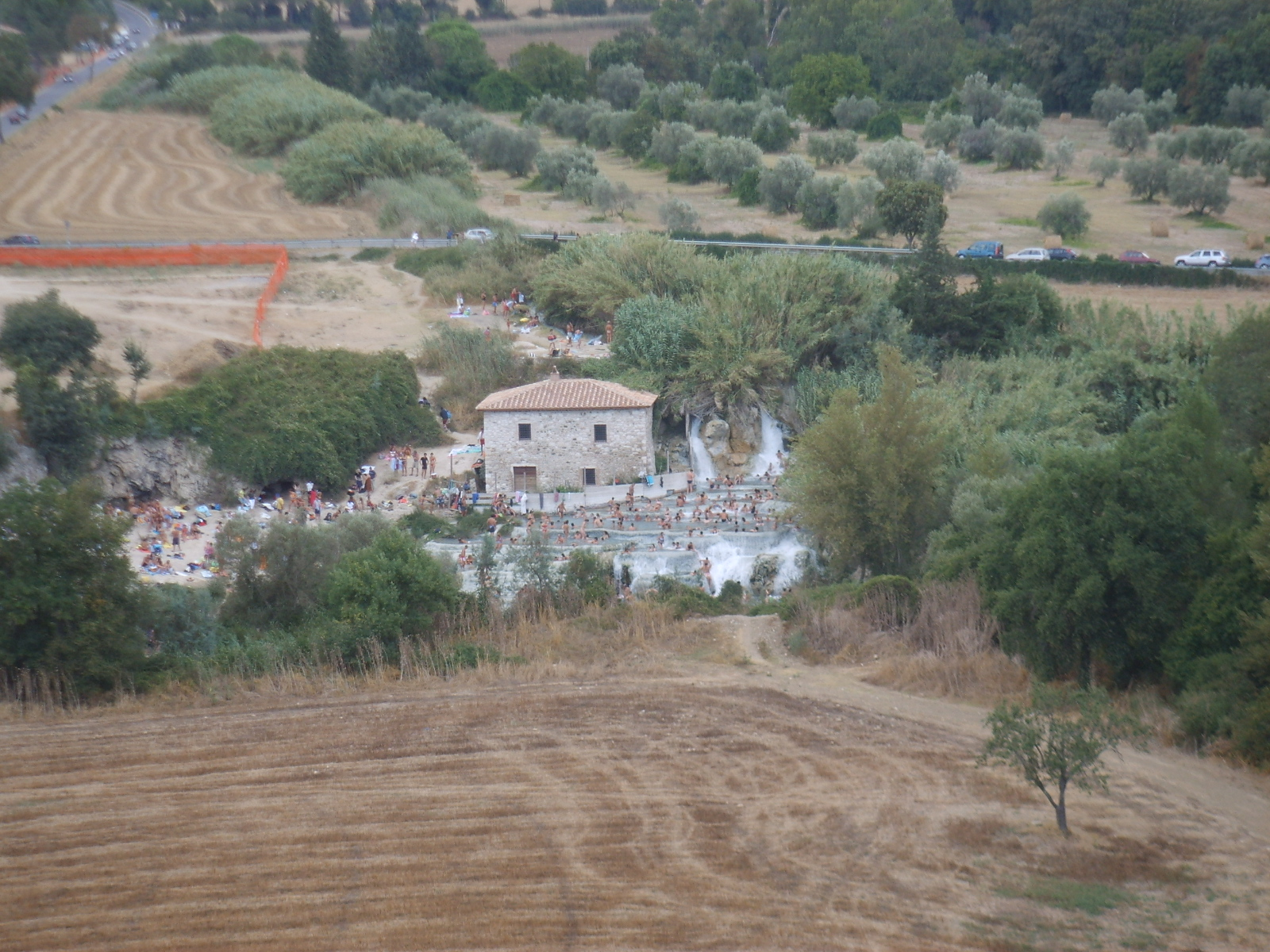
Veduta delle Cascate del Mulino dall'alto
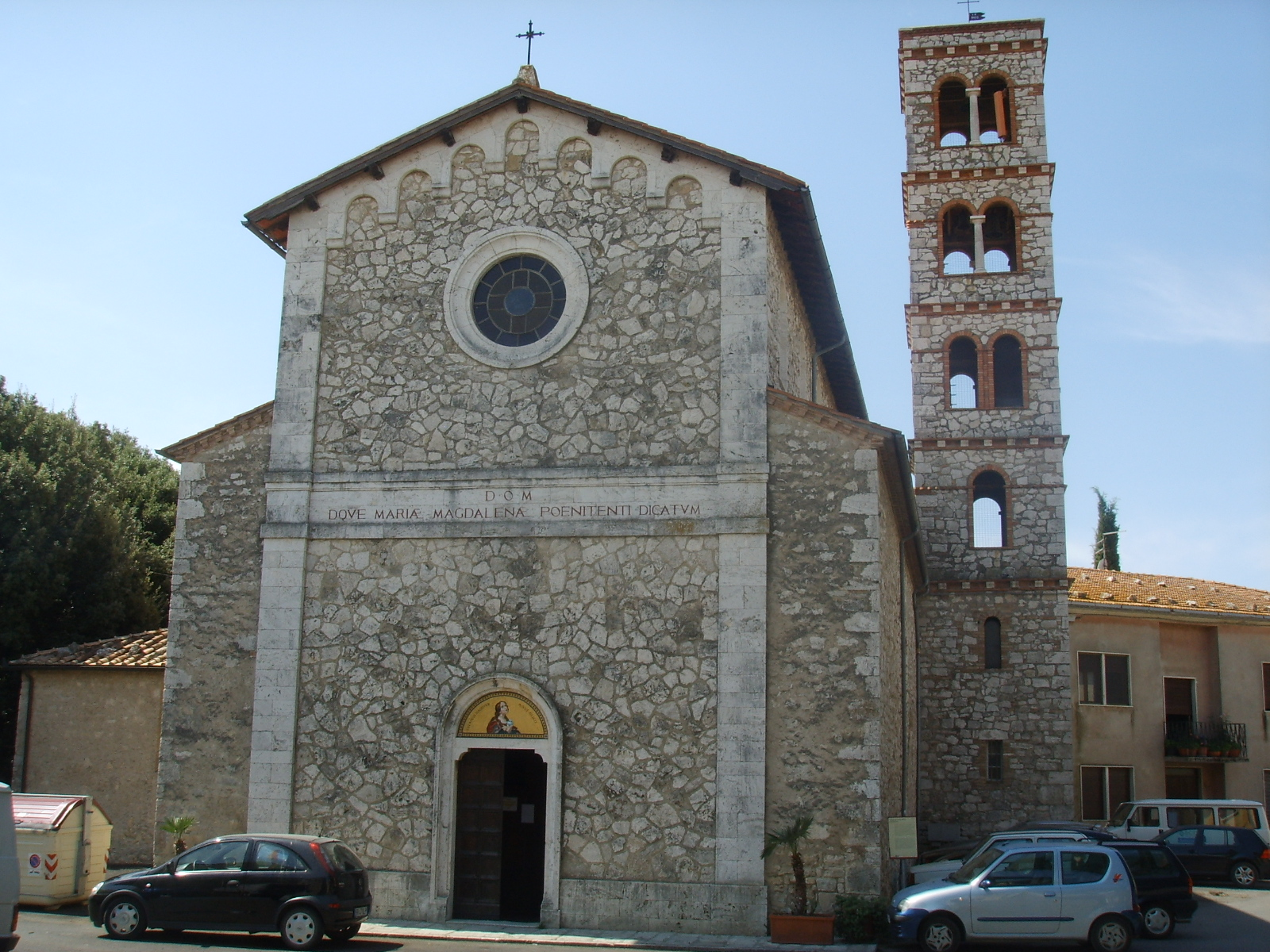
La chiesa di Santa Maria Maddalena
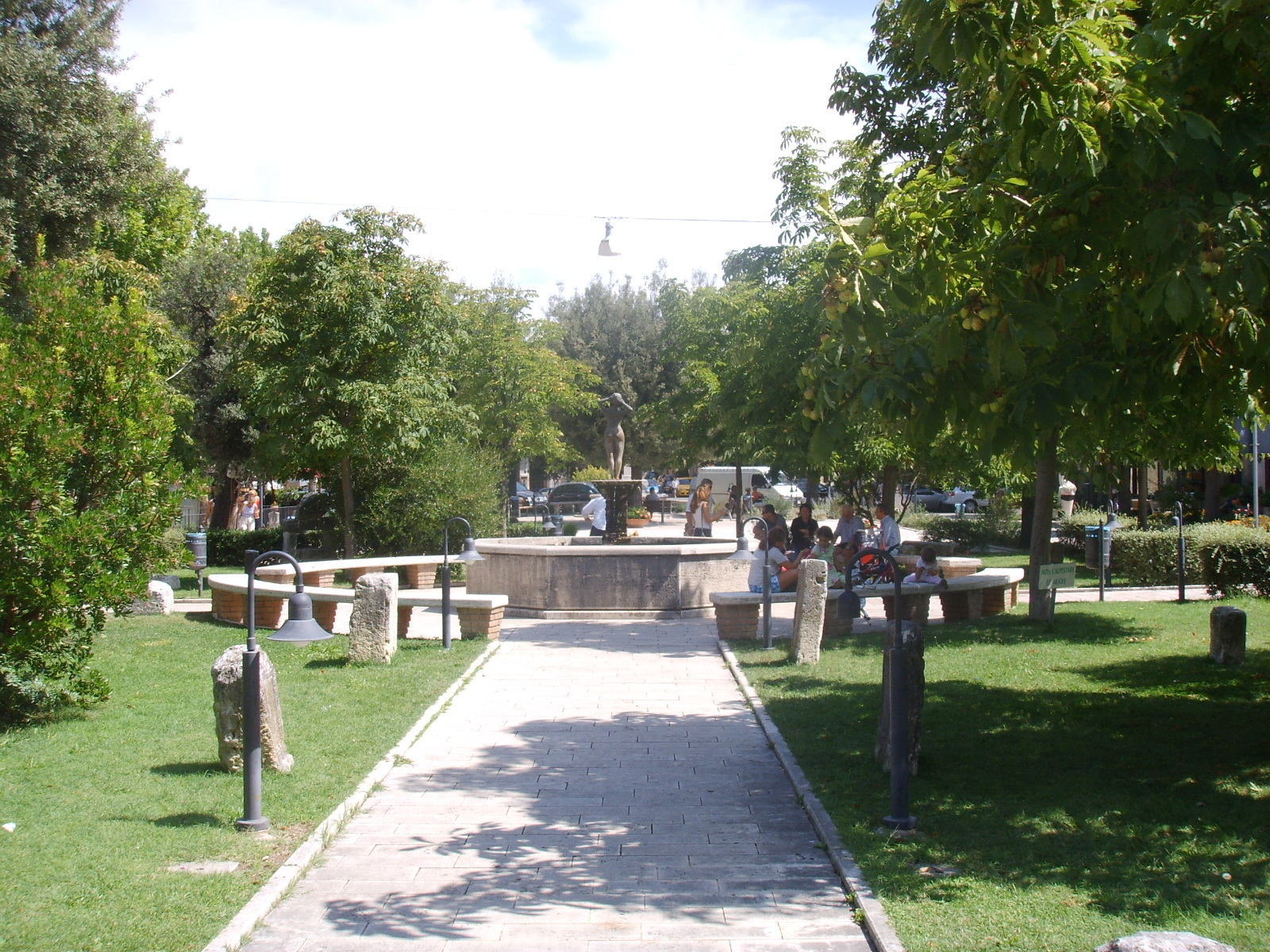
La piazza del paese
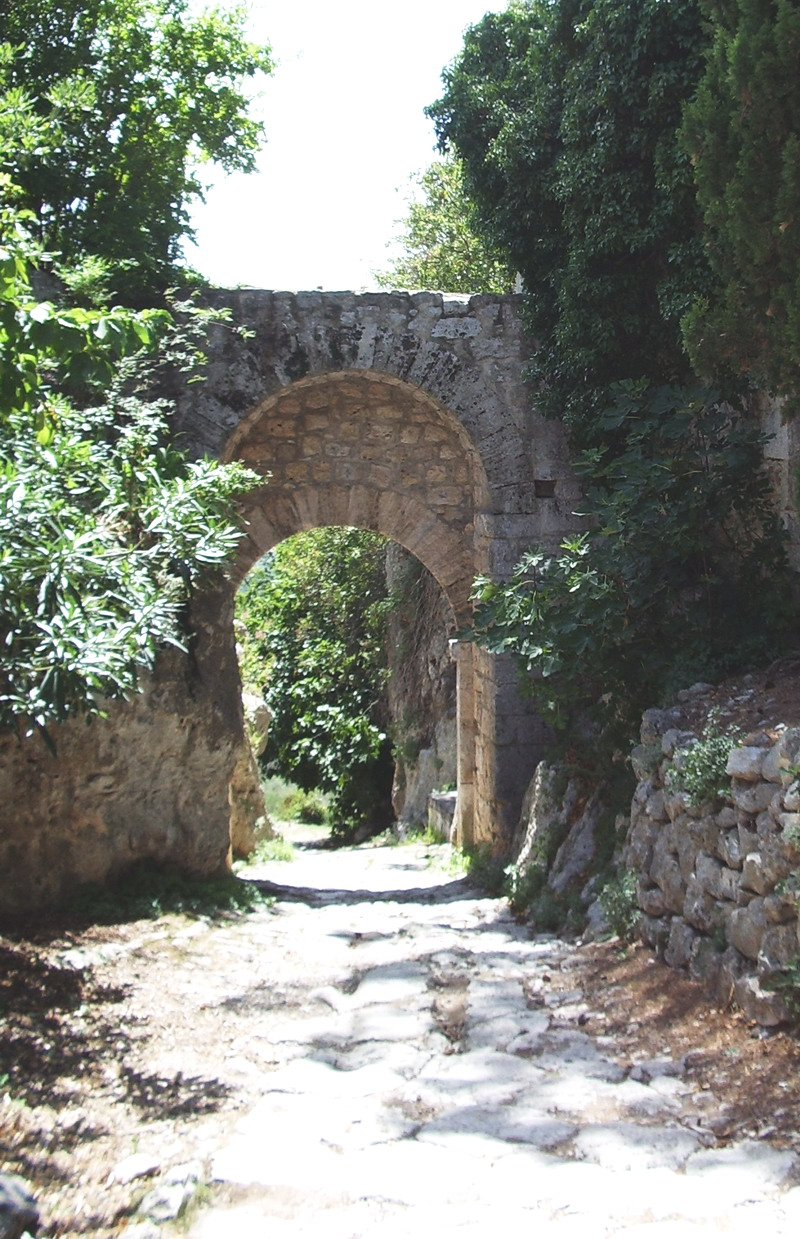
Porta Romana